# U 3515
U 3515 war ein deutsches U-Boot der U-Boot-Klasse XXI, das im Zweiten Weltkrieg von der deutschen Kriegsmarine für die Atlantikschlacht vorgesehen war. Es kam nicht mehr zum Einsatz und wurde im Jahr 1946 an die Sowjetunion übergeben, wo es bis zum Jahr 1959 unter unterschiedlichen Namen in der Baltischen Flotte diente.

## Bau
Die Danziger Werft der F. Schichau GmbH wurde unmittelbar nach der völkerrechtswidrigen Eingliederung der Freien Stadt Danzig in das Deutsche Reich ins U-Boot-Bauprogramm der Kriegsmarine miteinbezogen. Zunächst war die Werft für die jährliche Produktion von 18, später von 42 U-Booten im Jahr vorgesehen – alle vom Typ VII. Ab 1943 fertigte die Danziger Schichau-Werft auch Boote des größeren Typs XXI. So ein Boot war 71,5 m lang und 6,6 m breit. Zwei 2000 PS starke Dieselmotoren gewährleisteten bei Überwasserfahrt eine Geschwindigkeit von 15, 6 kn, das sind 29 km/h. Unter Wasser trieben zwei Elektromotoren mit je 2500 PS das Boot zu einer Geschwindigkeit von bis zu 17,2 kn an, was 32 km/h entspricht. Ein XXI-Boot verfügte über 6 Torpedorohre und trug 23 Torpedos. Die Schichau-Werft lieferte bis Kriegsende insgesamt 30 solcher Boote an die Kriegsmarine aus. U 3515 wurde am 14. Dezember 1944 von Oberleutnant zur See d. R. Fedor Kuscher in Dienst gestellt.

### Indienststellung
Der 25-jährige Kuscher war im Jahr 1939 in die Kriegsmarine eingetreten und gehörte zur Crew XII/39. Im Anschluss an seine U-Bootausbildung im Frühjahr 1944 war er zunächst von März bis Juli Kommandant von U 1274, bevor er im Dezember desselben Jahres das Kommando auf U 3515 übernahm. Wie die meisten deutschen U-Boote seiner Zeit hatte auch U 3515 ein bootsspezifisches Zeichen, das von der Besatzung an Mützen und Schiffchen getragen wurde. Es handelte sich um den Schattenriss eines fahrenden U-Bootes vor einem Globus.

## Einsatz und Geschichte
U 3515 wurde am 14. Dezember der 8. U-Flottille zugeteilt und in Danzig stationiert. Von hier aus unternahm Kommandant Kuscher Ausbildungsfahrten in der Ostsee zur Ausbildung der Besatzung und zum Einfahren des Bootes. Am 16. Februar 1945 wurde U 3515 als Frontboot der 5. U-Flottille unterstellt und in Kiel stationiert, wo das Boot im März desselben Jahres eintraf.

### Verlegung nach Norwegen
Anfang Mai verließ U 3515 Kiel und verlegte nach Horten, wo es am 6. Mai um 3:00 Uhr eintraf, ohne einen Feindkontakt gehabt zu haben. Zum Zeitpunkt der Bedingungslosen Kapitulation der Wehrmacht lagen noch fünf weitere Boote des Typs XXI in dem norwegischen Hafen: U 2502, U 2513, U 2518, U 3017 und U 3041. Am 13. Mai wurden auf Anweisung der Alliierten große Teile der Besatzung der deutschen Boote abgezogen. Gemäß dieser Anordnung verließen auch 35 Mann U 3515 – der Kommandant, der erste Wachoffizier, der Leitende Ingenieur und einige Unteroffiziere blieben als Rumpfbesatzung an Bord.

## Operation Cabal
Zwischen dem 18. Mai und dem 6. Juni 1945 überführte Kommandant Kuscher U 3515 zunächst von Horten nach Oslo und von dort aus über Scapa Flow nach Lisahally, dem Hafen von Londonderry an der nordirischen Küste. Dort ging die Besatzung in Kriegsgefangenschaft und das Boot wurde der Royal Navy unterstellt. Im Rahmen der Potsdamer Konferenz wurde auch das weitere Schicksal der Schiffe der Kriegsmarine verhandelt. Die hierbei eingesetzte Kommission, die über den Verbleib der deutschen U-Boote beschied, sprach das ehemalige U 3515 am 5. November 1945 der Sowjetunion zu. In der sogenannten „Operation Cabal“ wurde das Boot im Winter 1945–46 nach Libau überführt. Mitte Februar wurde das Boot mit der Kennung N 30 der Baltischen Flotte zugeteilt. Am 12. Januar 1949 erfolgte die Umbenennung in B 30. Gegen Ende des Jahres 1955 wurde das Boot in die Reserve versetzt und schließlich im Januar 1956 abgerüstet. Es wurde zunächst in PZS-35, dann in B 100 umbenannt und diente über drei Jahre als Schießstandboot. Am 25. September 1959 wurde das Boot aus der Liste der sowjetischen Kriegsschiffe gestrichen und am 30. November zum Abwracken eingeteilt.